# Chiesa di Maria Vergine Assunta (Ceva)
La chiesa di Maria Vergine Assunta, nota anche con il titolo di duomo, è la parrocchiale di Ceva, in provincia di Cuneo e diocesi di Mondovì; fa parte dell'unità pastorale di Ceva.

## Storia
La prima citazione di un luogo di culto a Ceva risale al 1227, anno in cui è attestata l'esistenza di un tempio che aveva il titolo di Santa Maria di Castro.
Nel XVII secolo, poiché questa struttura versava in condizioni pessime, fu demolita e al suo posto si provvide a costruire la nuova parrocchiale; nel 1712 venne realizzata la nuova scalinata d'accesso e nel 1760 la chiesa venne ampliata su disegno di Giuseppe Trona con l'aggiunta di due cappelle laterali e della facciata tardobarocca.
L'abside fu edificata nel 1790 e nel 1821 venne ultimato il campanile, mentre tra il 1839 e il 1842 si procedette al rifacimento della scalinata.
Nei primi anni ottanta del Novecento la chiesa fu adeguata alle norme postconciliari e consolidata; degli iinterventidi restarono vennero condotti nel 1985 e nel biennio 2007-2008.

## Descrizione

### Esterno
La facciata a salienti della chiesa, rivolta a sudest, è suddivisa da una cornice marcapiano in due registri, entrambi scanditi da lesene; quello inferiore, più largo, presenta centralmente il portale d'ingresso e ai lati due nicchie con altrettante statue e gli ingressi laterali, mentre quello superiore è caratterizzato da una finestra e da altre nicchie con simulacri e coronato dal timpano di forma triangolare, il quale è a sua volta sormontato da pinnacoli.
Annesso alla parrocchiale è il campanile a base quadrata, suddiviso in vari registri in cui si aprono delle finestre a tutto sesto; la cella presenta su ogni lato una monofora a tutto sesto ed è coronata dal tamburo sorreggente la cupola a cipolla.

### Interno
L'interno dell'edificio si compone di un'unica navata voltata a botte, le cui pareti sono abbellite da lesene binate e sulla quale si affacciano le cappelle laterali, introdotte da archi a tutto sesto e tra loro intercomunicanti; al termine dell'aula si sviluppa il presbiterio, rialzato di due gradini e chiuso dall'abside semicircolare.
Qui sono conservate diverse opere di pregio, tra le quali il coro, costruito da Giuseppe Davico nel 1789, gli affreschi raffiguranti Storie della vita della Vergine, dipinti da Andrea Vinaj nel 1864, il gruppo scultoreo in gesso ritraente la Vergine Assunta tra i santi Tommaso e Bernardino e la statua avente come soggetto la Madonna Addolorata, risalente al XV secolo.